# Beker de Borman
De Beker de Borman is het jaarlijkse officiële Belgische tenniskampioenschap voor de jeugd dat georganiseerd wordt door de Koninklijke Belgische Tennisbond (KBTB).
Het kampioenschap werd voor het eerst georganiseerd in 1920 en werd genoemd naar Paul de Borman, de pionier van het Belgische tennis. Het toernooi wordt zowel voor jongens als voor meisjes ingericht en vindt elk jaar plaats op een andere locatie.
De hoofdtabel van elke leeftijdsklasse bestaat sinds 2011 uit 8 spelers of speelsters, waarvan er 4 geselecteerd worden door de Vlaamse liga (Tennis Vlaanderen) en de overige 4 door de Franstalige liga (AFT). Voordien bestond de tabel uit 16 spelers of speelsters, waarvan er telkens 8 door de respectievelijke liga's geselecteerd werden.

## Leeftijdsklassen
Huidige categorieën:
- U12 (12 jaar of jonger): georganiseerd sinds 2019
- U13 (13 jaar of jonger): georganiseerd sinds 2017
- U14 (14 jaar of jonger): georganiseerd sinds 2019
- U15 (15 jaar of jonger): georganiseerd sinds 2017

Vorige categorieën:
- preminiemen (10 jaar of jonger): georganiseerd van 1981 tot 1985 en 2002 tot 2016
- miniemen (12 jaar of jonger): georganiseerd van 1968 tot 1985 en 1987 tot 2016
- cadetten (14 jaar of jonger): georganiseerd van 1954 tot 2016
- scholieren (16 jaar of jonger): georganiseerd van 1950 tot 2016
- junioren (18 jaar of jonger): georganiseerd van 1920 tot 1989